# Anigozanthos
Anigozanthos là một chi thực vật có hoa trong họ Haemodoraceae.
Chi này được Jacques Labillardière đặt tên trong cuốn sách Relation du Voyage à la Recherche de la Pérouse của ông, được phát hành năm 1800. Nhà thực vật học người Pháp đã thu thập và mô tả loài điển hình của chi là Anigozanthos rufa trong chuyến thám hiểm của Antoine Bruni d'Entrecasteaux tới tây nam Australia năm 1792.
Tên gọi phổ thông bằng tiếng Anh của các loài trong chi này là kangaroo paw (bàn chân kangaroo) hay cat's paw (bàn chân mèo), phụ thuộc vào hình dáng hoa của chúng.

## Các loài
- Anigozanthos bicolor Endl.
  - Anigozanthos bicolor subsp. minor (Benth.) Hopper
- Anigozanthos flavidus DC.
- Anigozanthos gabrielae Domin
- Anigozanthos humilis Lindl.
- Anigozanthos kalbarriensis Hopper
- Anigozanthos manglesii D.Don
- Anigozanthos onycis A.S.George
- Anigozanthos preissii Endl.
- Anigozanthos pulcherrimus Hook.
- Anigozanthos rufus Labill.
- Anigozanthos viridis Endl.
- Anigozanthos fuliginosus Hook. đôi khi được tách riêng thành Macropidia fuliginosa (Hook.) Druce.

## Lai ghép thương mại
Độ phổ biến của Anigozanthos như là một loại cây trồng trong vườn hay loại hoa cắt sản xuất quy mô công nghiệp, đã dẫn đến sự phát triển của nhiều giống cây trồng. Cơ quan Đăng ký Giống cây trồng Australia liệt kê 27 tên gọi và mô tả giống cây trồng đã đăng ký, bắt nguồn từ tên chi. Một lượng lớn bằng sáng chế cho các giống cây trồng này, được chấp nhận (accepted) hay công nhận (granted) là các 'variety', được lưu trữ trong cơ sở dữ liệu Plant breeders' rights.
- Anigozanthos ‘Amber Velvet’
- Anigozanthos ‘Autumn Mystery’
- Anigozanthos ‘Autumn Sunrise’
- Anigozanthos ‘Baby Roo’
- Anigozanthos ‘Big Red’
- Anigozanthos ‘Bush Ember’
- Anigozanthos ‘Bush Emerald’
- Anigozanthos ‘Bush Glow’
- Anigozanthos ‘Bush Inferno’
- Anigozanthos ‘Bush Ochre’
- Anigozanthos ‘Bush Pearl’
- Anigozanthos 'Bush Ranger'
- Anigozanthos ‘Bush Spark’
- Anigozanthos ‘Bush Volcano’
- Anigozanthos ‘Charm’
- Anigozanthos ‘Copper Charm’
- Anigozanthos ‘Dwarf Delight’
- Anigozanthos ‘Early Spring’
- Anigozanthos ‘Gold Velvet’
- Anigozanthos ‘Green Dragon’
- Anigozanthos ‘Harmony’
- Anigozanthos ‘Hickman’s Delight’
- Anigozanthos 'Kings Park Federation Flame'
- Anigozanthos ‘Lilac Queen’
- Anigozanthos ‘Little Jewel’
- Anigozanthos ‘Mini Red’
- Anigozanthos ‘Miniprolific’
- Anigozanthos ‘Patricia’
- Anigozanthos ‘Pink Joey’
- Anigozanthos Bush Ballad hay ‘Ramboball’
- Anigozanthos Bush Blitz hay ‘Ramboblitz’
- Anigozanthos Bush Bonanza hay ‘Rambubona’
- Anigozanthos Bush Elegance hay ‘Rambueleg’
- Anigozanthos Bush Dance hay‘Rambudan’
- Anigozanthos Bush Diamond hay ‘Rambodiam’
- Anigozanthos Bush Fury hay ‘Rambofury’
- Anigozanthos Bush Rampage hay ‘Ramboramp’ hoặc 'Rampaging Roy Slaven'
- Anigozanthos ‘Regal Claw’
- Anigozanthos ‘Regal Velvet’
- Anigozanthos ‘Red Cross’
- Anigozanthos ‘Rogue Radiance’
- Anigozanthos ‘Ruby Jools’
- Anigozanthos ‘Space Age’
- Anigozanthos ‘Spence‘s Spectacular’
- Anigozanthos ‘Sue Dixon’
- Anigozanthos ‘Unity’
- Anigozanthos ‘Velvet Harmony’
- Anigozanthos ‘Werite Woorata’

## Thư viện ảnh

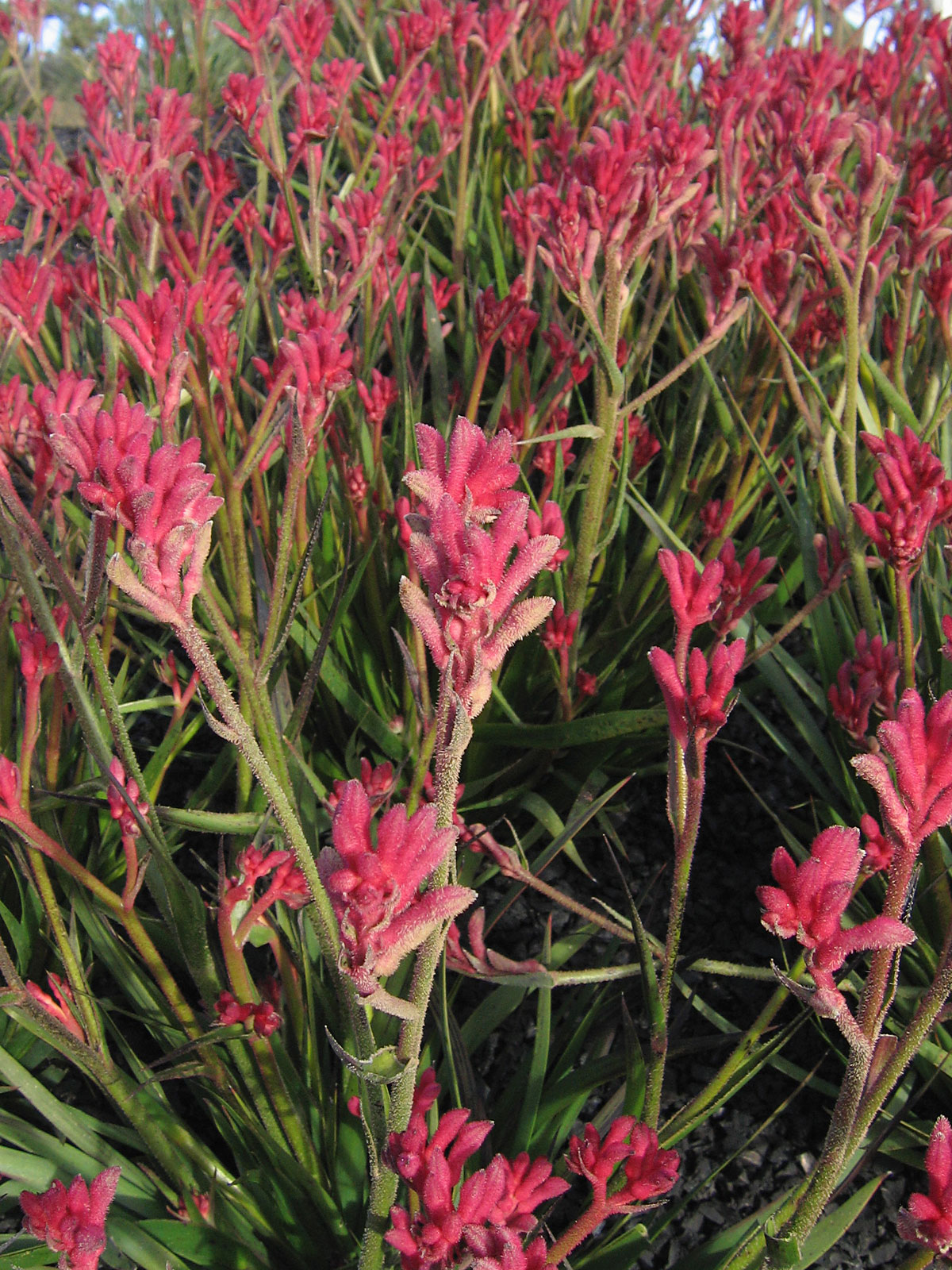
Anigozanthos Bush Pearl tại Vườn Thực vật Hoàng gia, Cranbourne
Hoa của Anigozanthos flavidus.
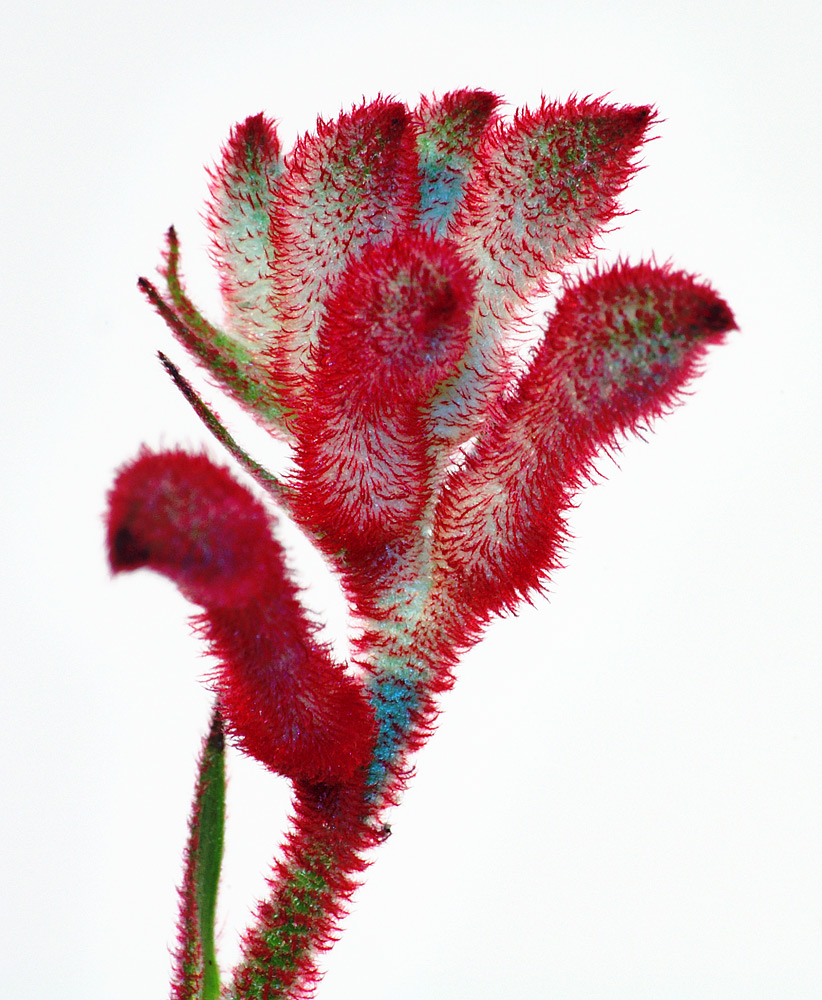
Anigozanthos flavidus.
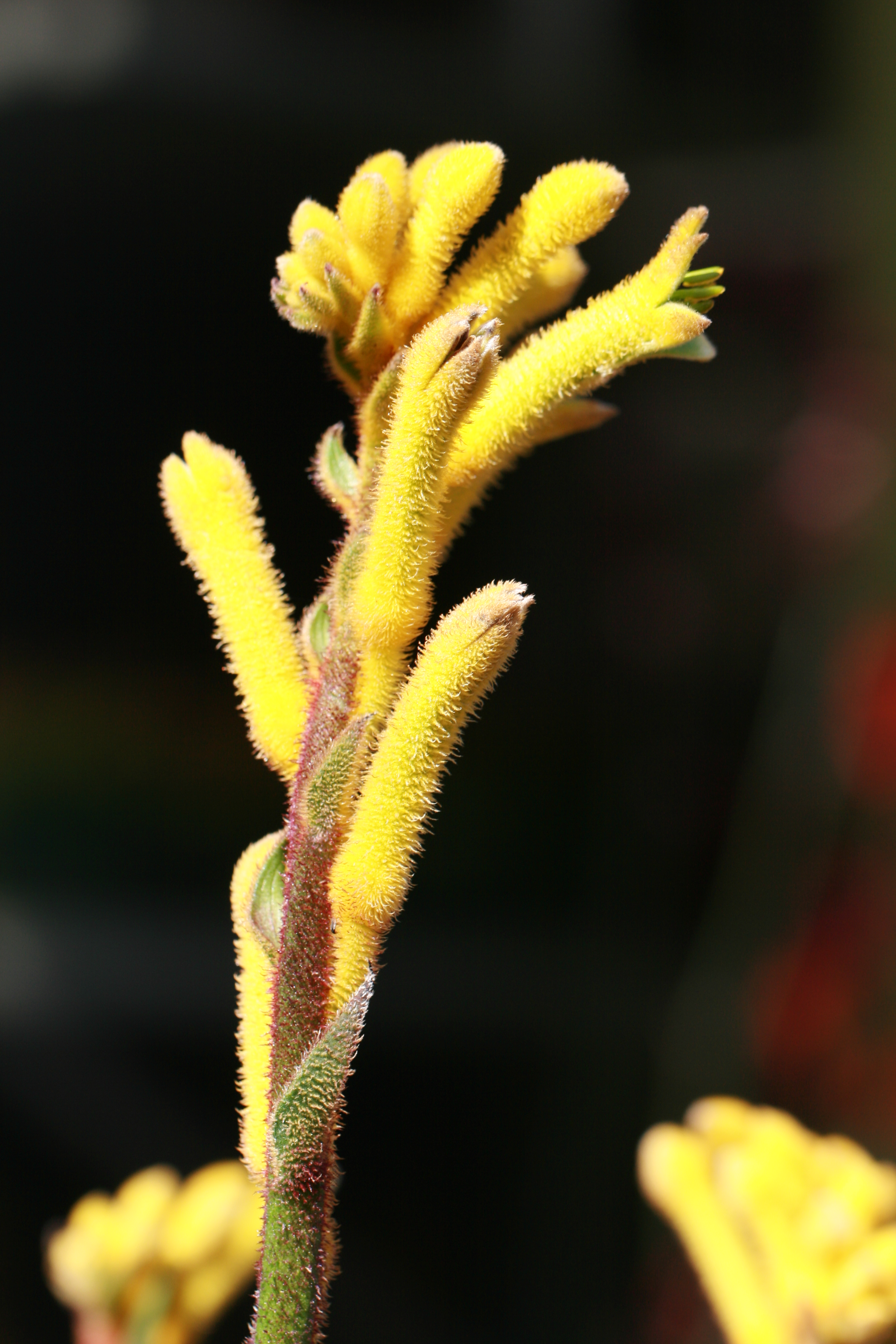
Anigozanthos ‘Rambubona’.